# Stávka postižených
Stávka postižených (v anglickém originále Freak Strike) je třetí díl šesté řady amerického animovaného televizního seriálu Městečko South Park. Premiéru měl 20. března 2002 na americké televizní stanici Comedy Central.

## Děj
Kluci zjistí, že do televizní show o postižených lidech shání znetvořené lidi a okamžitě Butterse přihlásí. Ale musí vymyslet nějaké postižení. Nechají mu na bradu připevnit umělý šourek. Poté, co Butters vyhraje cenu, Cartman nezaváhá a taky se přihlásí se do pořadu s podtitulem "Pomozte, mé dítě mě nenávidí."

## Produkce
Sabotážní video "True Freak Label", v němž Freaks donutí Butterse hrát, je záběr po záběru parodií na reklamu Mezinárodního odborového svazu dělnic v oděvnictví ze 70. let, v níž dělnice zpívaly píseň známou jako "Look for the Union Label". Podle komentáře k epizodě si Parker a Stone na tuto reklamu vzpomněli při sledování bootlegované verze filmu Star Wars Holiday Special, v níž byla reklama zachována.